# Свергунова, Маргарита Николаевна
Маргари́та Никола́евна Свергу́нова (29 декабря 1974, Ярославль) — российский политический деятель, депутат Государственной думы России 6 созыва, член Комитета ГД по федеративному устройству и вопросам местного самоуправления.

## Биография
Родилась 29 декабря 1974 года в Ярославле, отец — офицер, мать — рабочая.
В 1994 году окончила техникум[какой?] по специальности «бухгалтер».
В 1995—2005 годах работала в коммерческих структурах[уточнить]. В 2005 году окончила Всероссийский заочный финансово-экономический институт по специальности «Государственное и муниципальное управление».
Вступила в ЛДПР в 2002 году. В 2005—2011 годах секретарь Ярославского регионального отделения ЛДПР.
В 2006—2007 годах работала помощником депутата Государственной думы А. М. Головатюка.
В марте 2008 года принимала участие в выборах в Ярославскую областную думу по 10-му избирательному округу, была выдвинута ЛДПР, заняла третье место.
Также принимала участие в выборах в составе партийного списка  Ярославского регионального отделения Либерально-демократической партии России (ЛДПР). Первые места в списке занимали лидер ЛДПР Владимир Жириновский, депутат Государственной Думы РФ Леонид Слуцкий, председатель партийной фракции в Муниципалитете Ярославля Виктор Кашапов, предприниматели Александр Шилов, Тигран Казарян, Владимир Волков, генерал-майор Александр Кротов, заведующий кафедрой травматологии, ортопедии и военно-полевой хирургии ЯГМА Вячеслав Ключевский. По итогам выборов ЛДПР получила 4 места, и даже после ряда отказов от мандатов, мандат до Свергуновой не дошел. 
В октябре 2008 года принимала участие в выборах депутатов муниципалитета Ярославля по одномандатному избирательному округу № 33, но избрана не была.
Так же в октябре 2008 года принимала участие в выборах депутатов Муниципального совета Тутаевского муниципального района по избирательному округу № 4, была выдвинута ЛДПР, избрана не была.
В 2009 году принимала участие в выборах депутатов Думы Некрасовского муниципального района Ярославской области, была выдвинута от ЛДПР, но избрана не была. Так же принимала участие в выборах депутатов муниципального совета Карабихского сельского поселения Ярославского муниципального района, где так же не была избрана.
С 2008 года помощник председателя фракции ЛДПР в Ярославской областной думе (до 2011 года — Виктора Кашапова, с сентября 2011 года — Александра Шилова).
С декабря 2010 года помощник депутата Государственной думы Леонида Слуцкого по работе в Ярославской области.
Июнь 2011 — март 2012 — координатор Ярославского регионального отделения Либерально-демократической партии России (ЛДПР),
В сентябре 2011 года возглавила Ярославскую региональную группу федерального списка кандидатов в депутаты Государственной думы 6 созыва от ЛДПР.
4 декабря[уточнить] избрана депутатом Государственной думы Российской Федерации, вошла в состав Комитета ГД по федеративному устройству и вопросам местного самоуправления, член фракции ЛДПР. Курирует Ярославскую область.
В 2012 и в 2013 годах являлась членом Межпарламентской Ассамблеи ЕврАзЕС.
C 2013 — по 2015 год являлась членом трехсторонней комиссии по вопросам межбюджетных отношений при Правительстве РФ.
По состоянию на декабрь 2015 года депутат Государственной Думы ФС РФ VI-го созыва М. Н. Свергунова является инициатором 23-х законопроектов.
28 июня 2016 года на XXIХ Съезде ЛДПР в Москве не была выдвинута кандидатом в депутаты Государственной Думы 7 созыва, ни по одномандатному округу ни по партийному списку.
1 июля 2016 года Маргарита Свергунова была принята в ряды политической партии «Родина»
От партии «Родина» была выдвинута кандидатом в депутаты Государственной Думы Российской Федерации по одномандатному избирательному округу № 117, а также по партийному списку «Родины» по региональной группе группа: 18 Московская область — Балашихинский одномандатный избирательный округ № 117, Московская область — Дмитровский одномандатный избирательный округ № 118, Московская область — Красногорский одномандатный избирательный округ № 120, Московская область — Одинцовский одномандатный избирательный округ № 122. А также в депутаты Московской областной думы по одномандатному округу № 9 и территориальной группе № 9 общеобластного партийного списка Московского регионального отделения политической партии «Родина»
На выборах 18 сентября 2016 года заняла 9 место из 9 в Балашихинском одномандатном округе № 117, получив поддержку 6959 избирателей, в Госдуму избрана не была
На выборах депутатов Московской областной думы заняла 4 место, не получив депутатский мандат.
С декабря 2016 — генеральный директор ООО «СБ „Городок“».
Законотворческая деятельность
В декабре 2013 года М. Н. Свергуновой предложена законодательная инициатива "О внесении изменений в Федеральный Закон « О гражданстве в Российской Федерации» в целях создания упрощенного порядка для приобретения гражданства Российской Федерации на основании признания данного гражданства по рождению в отношении иностранных соотечественников — бывших граждан СССР, не изъявлявших добровольного желания о выходе из гражданства СССР или Российской Федерации, если они родились на территории РСФСР, либо если хотя бы один из их родителей на момент их рождения был гражданином СССР и постоянно проживал на территории РСФСР.
В январе 2014 совместно с депутатами всех фракций Государственной Думы ФС РФ являлась соавтором законопроекта "О внесении изменений в ФЗ « Об исчислении времени» в части установления субъектами РФ времени, приближенного к поясным значениям.
Совместно с другими депутатами в 2012, 2013, 2014 годах являлась соавтором законопроектов, направленных на оптимизацию работы органов местного самоуправления и органов государственной власти субъектов РФ. Был предложен ряд существенных поправок в действующие законы ФЗ № 131 « Об общих принципах организации местного самоуправления в РФ» и ФЗ № 184 « Об общих принципах организации законодательных (представительных) и исполнительных органов власти субъектов РФ».
В апреле 2015 года депутат М. Н. Свергунова внесла законопроект о внесение изменений в ФЗ "О страховых взносах в Пенсионный фонд РФ, Фонд социального страхования РФ, Федеральный фонд обязательного медицинского страхования"в части освобождения от уплаты страховых взносов плательщиков страховых взносов, не имеющих за расчетный период доходов.
В июне 2015 года внесен законопроект, предусматривающий внесение изменений в Налоговый кодекс РФ, в части предоставления имущественного налогового вычета при реализации имущества, находящегося в общедолевой, либо в общей совместной собственности.
В июне 2015 года М. Н. Свергунова внесла законопроекты, направленные на совершенствование системы выборов в органы государственной власти и органы местного самоуправления, в части установления минимального порога явки избирателей (признание выборов легитимными при явке избирателей более 50 %), а также о возврате в избирательные бюллетени графы «Против Всех».
В сентябре 2015 года внесла с Государственную Думу законопроект, запрещающий при производстве пищевых продуктов использование пальмовое масло, ГМО и ряд пищевых добавок.
В ноябре 2015 года М. Н. Свергунова предложила ужесточить ответственность недобросовестных производителей, выпускающих фальсифицированную продукцию, предусматривающую наказание до полугодового оборота предприятия. Оба законопроекта направлены на защиту здоровья и жизни граждан РФ, на ликвидацию некачественной фальсифицированной продукции на территории РФ.
Благодарности
- Благодарность Председателя Государственной Думы ФС РФ С. Е. Нарышкина за значительный личный вклад в развитие парламентаризма в Российской Федерации, активное участие в становлении и развитии местного самоуправления Российской Федерации.
- Благодарность Председателя комитета по федеративному устройству и вопросам местного самоуправления В. Б. Кидяева за активную деятельность по совершенствованию законодательства о федеративном устройстве и вопросам местного самоуправления в 2012 году.
- Почетная грамота Председателя ЛДПР В. В. Жириновского за многолетнюю службу и преданность идеологии ЛДПР, а также за укрепление российской государственности.

Личная жизнь
Замужем, воспитывает сына.